# Atomic (Lied)
Atomic ist ein Lied von Blondie, das von Deborah Harry und Jimmy Destri geschrieben wurde. Es erschien im September 1979 auf dem Album Eat to the Beat.

## Geschichte
Atomic wurde von Jimmy Destri und Debbie Harry komponiert, die berichtete: „He was trying to do something like Heart of Glass, and then somehow or another we gave it the spaghetti western treatment. Before that it was just lying there like a lox. The lyrics, well, a lot of the time I would write while the band were just playing the song and trying to figure it out. I would just be scatting along with them and I would just start going, 'Ooooooh, your hair is beautiful.'“ (deutsch: „Er versuchte so etwas wie ‚Heart of Glass‘ zu kreieren,  und dann gaben wir dem Lied eine Spaghetti-Western-Behandlung. Vorher war das Lied wie tot. Der Text, naja, die meiste Zeit schrieb ich daran, während die Band das Lied spielte und daran arbeitete. Ich improvisierte den Text zu ihrer Musik und begann dann mit: ‚Ooooooh, dein Haar ist wunderschön.‘“) Die Refrainzeile „Atomic“ hat keine besondere inhaltliche Bedeutung, sondern soll Kraft und Zukunftsglauben transportieren.
Das Lied ist dem New Wave zuzurechnen, wie der 1979 erschienene Hit Heart of Glass. Die Gitarrenriffe sind dem Neil-Diamond-Klassiker Girl, You’ll Be a Woman Soon aus dem Jahr 1967 entliehen.
Die 12"-Single ist eine Remixversion des Liedes, in Originallänge ist der Song auf den Alben Eat to the Beat und The Best of Blondie vorhanden. Die Veröffentlichung als Single fand im Februar 1980 statt. 1995 erschien eine offizielle Remixversion des Liedes, die in Großbritannien Platz 19 erreichte.
Während des Golfkriegs 1991 spielte die BBC Atomic nicht wegen möglicher Assoziationen des Titelrefrains zum Thema „Krieg“.

## Musikvideo
Im Musikvideo tritt die Band Blondie in einem Nachtclub auf und trägt dort den Song vor, dabei sieht man auch Szenen von einer Kernwaffenexplosion und einem Reiter. Das Model Gia Carangi hat in dem Clip einen Gastauftritt.

## Rezeption

### Chartplatzierungen
| ChartsChartplatzierungen       | Höchstplatzierung | Wochen |
| ------------------------------ | ----------------- | ------ |
| Deutschland (GfK)              | 20 (14 Wo.)       | 14     |
| Österreich (Ö3)                | 5 (12 Wo.)        | 12     |
| Vereinigte Staaten (Billboard) | 39 (9 Wo.)        | 9      |
| Vereinigtes Königreich (OCC)   | 1 (9 Wo.)         | 9      |

### Auszeichnungen für Musikverkäufe
| Land/Region                  | Auszeichnungen für Musikverkäufe (Land/Region, Auszeichnung, Verkäufe) | Verkäufe |
| ---------------------------- | ---------------------------------------------------------------------- | -------- |
| Vereinigtes Königreich (BPI) | Gold                                                                   | 500.000  |
| Insgesamt                    | 1× Gold ·                                                              | 500.000  |

## Andere Versionen
Der Titel wurde mehrfach gecovert, und es gibt einige Remixe davon.
Cover
- 1980: Sleepy Sleepers (Painmaan)
- 1992: The Mission
- 1996: Sleeper
- 1997: Party Animals

Remixe
- 1994: Boom Mix und Diddy's 12" Mix von Diddy (Richard Dearlove).
- 1995: Armand's Atomizer Mix, Armand's Short Circuit Mix von Armand Van Helden